# Tito Masi
Tito Masi (San Marino, 20 gennaio 1949) è un politico sammarinese.
È presidente del Colorificio Sammarinese S.p.A. e dal 2009 è Presidente della Fondazione San Marino Cassa di Risparmio SUMS.
È stato presidente della Cassa di Risparmio della Repubblica di San Marino dal 1987 al 1990.
È stato titolare della Concessionaria Renault per la Repubblica di San Marino ed il Montefeltro e Presidente dell'Unione Concessionari Renault Italia dal 1992 al 1995.
È stato Capitano Reggente nel periodo ottobre 1977 - aprile 1978, Deputato all'Industria dal 1976 al 1978, Segretario di Stato alla Giustizia nel 2002 e Segretario di Stato all'Industria, Artigianato, Commercio, Ricerca e Rapporti con l'Azienda dei Servizi dal 2006 al 2008.
Inizia l'attività politica nel PDCS, dal quale esce nel 1993. È stato eletto in Consiglio Grande e Generale la prima volta nel 1974. Nel 1991 è tra i fondatori dell'associazione politico-culturale Forum e nel 1993 è tra i fondatori del partito Alleanza Popolare dei Democratici Sammarinesi, di cui è stato coordinatore dal 1995 al 1998 e capogruppo consiliare dal 2003 al 2006. Dopo venti anni di assenza è rientrato in Consiglio Grande e Generale nel 1998 e confermato nelle elezioni del 2001, 2006 e 2008.
È stato membro della Delegazione di San Marino all'Assemblea Parlamentare del Consiglio d'Europa dal 2003 al 2006, della quale è stato vicepresidente nel 2005.
È laureato in Scienze Politiche.